# Abdel Halim Hafez
Abdel Halim Ismail Shabana (en árabe: عبدالحليم إسماعيل شبانة) conocido comúnmente como Abdel Halim Hafez ( عبد الحليم حافظ) en árabe, (21 de junio de 1929 - 30 de marzo de 1977), fue uno de los cantantes y de los actores egipcios más populares no sólo en su ciudad sino en todo Medio Oriente desde los años 50 hasta los años 70. Sensible y tierno, atraía a las multitudes por el contraste con la estereotipada virilidad del hombre árabe. Lo consideran extensamente ser uno de los cuatro “Grandes” de la música árabe. La música de Abdel Halim todavía se escucha a diario en las radios de Egipto y el mundo árabe. También era conocido por su apodo al-'Andalib al-Asmar (el moreno ruiseñor, en árabe: العندليب الأسمر ).

## Biografía
Abdel Halim Ali Ismail Shabana nació en Al-Halawat, en el desierto de la Gobernación de Sharqia, a 80 kilómetros al norte de El Cairo, Egipto. Abdel Halim era el cuarto hijo del jeque Ali Ismail Shabana. Tenía dos hermanos, Ismail y Mohammed y una hermana, Alia. La madre de Abdel Halim murió por complicaciones después de dar a luz, y su padre murió cinco meses después, dejando a Abdel Halim y sus hermanos huérfanos a una edad muy temprana. Su crianza y la de sus hermanos estuvieron a cargo de sus tíos quienes deciden llevarlo a El Cairo.

## Carrera musical
Sus capacidades musicales fueron evidentes, mientras que él estaba en la escuela primaria su hermano mayor Ismail Shabana fue su primer profesor de música. A la edad de 11 años ingresó al conservatorio de música árabe de El Cairo y su afición era interpretar las canciones de Mohammad Abdel Wahab. Terminados sus estudios finalmente logra graduarse como músico de oboe.
Abdel halim en su juventud solía cantar en los clubes nocturnos de El Cairo llegando a ser muy popular en este ambiente. Debido a esto una noche fue llevado como reemplazo de última hora del cantante Karem Mahmoud quien no pudo presentarse en el programa radial en honor del primer aniversario de la revolución de 1952 el cual se emitía en vivo. El 18 de junio de 1953 Abdel Halim se presenta con un gran éxito haciéndose popular entre la audiencia, esa misma noche fue oído por Abdel Wahab quien era supervisor de la programación musical de la radio nacional de Egipto. Abdel Wahab decide representar al cantante desconocido y desde ese momento Abdel Halim Shabana tomó el nombre de Abdel Halim Hafez.
Abdel Halim Hafez logra convertirse en uno de los cantantes y de los actores más populares de su generación. Se lo considera uno de los cuatro grandes de la música árabe junto con Umm Kalzum, Mohammad Abdel Wahab y Farid al-Atrash.

## Vida personal
Abdel Halim nunca contrajo matrimonio, aunque persisten los rumores de que estuvo casado en secreto con la actriz Souad Hosni durante seis años. Los amigos de Abdel Halim y de Soad Hosny continúan negando la unión incluso hasta estos días. Increíblemente, Soad Hosny murió en el cumpleaños de Abdel Halim (el 21 de junio) en 2001.
A pesar de esto, Abdel Halim reconoció que solamente estuvo profundamente enamorado una vez en su juventud de una joven mujer cuyos padres no aprobaron su casamiento con él. Después de cuatro años, los padres de la joven finalmente aprobaron el matrimonio, pero la muchacha murió de una enfermedad crónica antes de la boda. Abdel Halim nunca se recuperó de esta pérdida y le dedicó muchas de sus canciones más tristes a su memoria, incluyendo Fi Yum, fi shahr, fi sana ("un día, un mes, un año") y la conmovedora Qariat al-fingan ("la lectora de tazas", en referencia a las pitonisas que leen los posos del café).

## Muerte

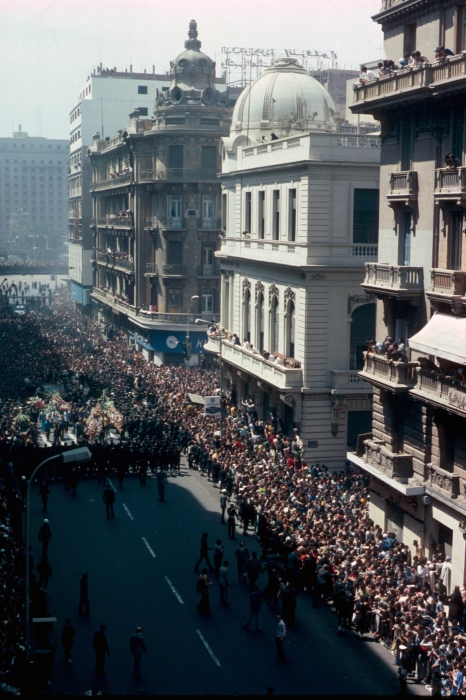
Funeral de Abdel Halim Hafez

En la niñez Abdel Halim contrajo bilharzia una enfermedad parasitaria llevada por el agua la que lo afligió dolorosamente durante toda su vida. Muchos artistas y periodistas acusaban a Abdel Halim de usar esta enfermedad para ganar la condolencia de sus seguidoras femeninas.
Abdel Halim muere por insuficiencia hepática el 30 de marzo de 1977 a la edad de 47 años mientras experimentaba un tratamiento para bilharzia en King's College Hospital de Londres. A su funeral en El Cairo asistieron un millón de personas, más que cualquier otro funeral en historia egipcia excepto los del presidente Nasser (1970) y Umm Kulthum (1975). Durante esa jornada cuatro mujeres se suicidan al enterarse de su muerte. Finalmente le realizan sus exequias en la mezquita de Al Rifa'i de El Cairo.

## Legado
Su música todavía es oída a diario a través de todo el mundo árabe, se los considera el cantante más famoso y más popular del mundo árabe hasta nuestros días. Es el artista que más discos vendió luego de su muerte, algunos dicen que aún más que Umm Kulthum.
En 1961 junto con Mohammad Abdel Wahab y de Magdi El Amroussi, Abdel Halim Hafez funda la empresa discográfica egipcia Soutelphan, que continúa funcionando hasta estos días como EMI Arabia.

## Canciones más famosas

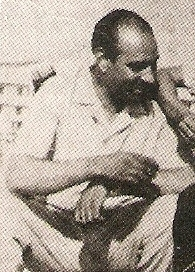
Abdel Halim Hafez (derecha) con Kamal en la reunión de Taweel por primera vez.

Sus canciones más famosas incluyen Ahwak, Khosara, Al Massih, Gana EL Hawa, Sawah y Zay al Hawa (Estas tres últimas compuestas por Baligh Hamdi en música y con letra de Muhamad Hamzah).Entre las 260 canciones que él registró se destaca Qariat al-fingan con letra de Nizar Qabbani y música de Mohammed Al Mougui. También dejó varias canciones patrióticas compuestas musicalmente por Kamal Al Taweel, como: Bel Ahdan, El Masaolya, Nasser Ya Horeya, entre muchas más. Además, Abdel Halim, protagonizó dieciséis películas, incluyendo Dalila, que fue la primera película en color de Egipto.
.

## Homenajes
En el 2006 se estrenó la película biográfica Haleem protagonizada por Ahmad Zaki producida por Good News Group. También en el mismo año se estrenó la miniserie televisiva titulada Al-andaleeb hikayt shaab protagonizada por Shady Shamel.

## Filmografía
- Lahn El Wafa Personaje: Galal
  - Realizada: 1 de marzo de 1955
  - Protagonistas: Abdel Halim Hafez, Shadia.
  - Dirección: Ibrahim Amara
- Ayyamna al-Holwa Personaje: Ali
  - Realizada: 1 de marzo de 1955
  - Protagonistas: Abdel Halim Hafez, Faten Hamama, Omar Sharif, Ahmed Ramzy.
  - Dirección: Helmy Halim
- Ayam We Layali
  - Realizada: 8 de septiembre de 1955
  - Protagonistas: Abdel Halim Hafez, Eman
  - Dirección: Henry Barakat
- Mawed Gharam Personaje: Samir
  - Realizada: 3 de enero de 1956.
  - Protagonistas: Abdel Halim Hafez, Faten Hamama.
  - Dirección: Henry Barakat
- Dalila (Dalila) Personaje: Ahmed
  - Realizada: 20 de octubre de 1956
  - Protagonistas: Abdel Halim Hafez, Shadia
  - Dirección: Mohamad Karim
  - Nota: esta es la primera película de Egipto a color en formato Cinemascope.
- Banat El Yom Personaje Khaled.
  - Realizada: 10 de noviembre de 1957.
  - Protagonistas: Abdel Halim Hafez, Magda, Amal Farid.
  - Dirección: Henry Barakat
  - Nota: en esta película, Abdel Halim Hafez interpreta "Ahwak" por primera vez.
- Fata Ahlami
  - Realizada: 7 de marzo de 1957.
  - Protagonistas: Abdel Halim Hafez, Amal Farid.
  - Dirección: Helmi Rafleh
- Alwisada El Khalia Personaje: Salah
  - Realizada: 20 de diciembre de 1957.
  - Protagonistas: Abdel Halim Hafez, Lubna Abed El Aziz.
  - Dirección: Salah Abu Yousef
- Share' El Hob
  - Realizada: 5 de marzo de 1958.
  - Protagonista: Abdel Halim Hafez, Sabah.
  - Dirección: Ez El Deen Zol Faqar.
- Hekayit Hob Personaje: Ahmed Sami.
  - Realizada: 12 de enero de 1959.
  - Protagonista: Abdel Halim Hafez, Mariam Fakher El Deen.
  - Dirección: Helmy Halim
- El Banat Wel Seif
  - Realizada: 5 de septiembre de 1960.
  - Protagonista: Abdel Halim Hafez, Suad Husni, Zizi El Badrawi.
  - Dirección: Salah Abu Yousef, Ez El Deen Zol Faqar, Fateen Abed El Wahhab.
  - Nota: Esta película consta de 3 historias, Abdel halim actúa en una de ellas.
- Yom Men Omri Personaje: Salah
  - Realizada: 8 de febrero de 1961
  - Protagonista: Abdel Halim Hafez, Zubaida Tharwat.
  - Dirección: Atef Salem
- El Khataya Personaje: Hussien
  - Realizada: 12 de noviembre de 1962
  - Protagonista: Abdel Halim Hafez, Madiha Yousri, Hasan Yousef, Nadia Lutfi.
  - Dirección: Hassan El Imam
  - Canciones que interpreta: Wehyat Alby, Maghroor, Last Adry, Olly Haga, El Helwa
- Maabodat El Gamahir Personaje: Ibrahim Farid.
  - Realizada: 13 de enero de 1963.
  - Protagonista: Abdel Halim Hafez, Shadia.
  - Dirección: Helmy Halim
  - Canciones que interpreta: Haga Ghareeba, Balash Etaab, Last Kalby, Gabbar, Ahebek.
- Abi Foq El Shagara Personaje: Adel
  - Realizada: 17 de febrero de 1969
  - Protagonista: Abdel Halim Hafez, Nadia Lutfi, Mervat Ameen.
  - Dirección: Hussein Kamal
  - Canciones que interpreta: Ady El Belag, El Hawa Hawaya, Ahdan El Habayeb, Ya Khali El Alb, Gana El Hawa
  - Nota: Esta es la última película en la que participa Abdel Halim.